# Escándalo Fundación Pensar
La Fundación Pensar fue investigada en un proceso judicial argentino caratulado bajo el «N.º 9985/2015» iniciado en 2015 y cerrado en 2019. En él se encontraba investigado el expresidente de la Fundación Pensar Matteo Goretti y el exministro de Cultura de la Ciudad de Buenos Aires Hernán Lombardi, según el requerimiento fiscal "se habría montado una ingeniería de lavado de activos previamente sustraídos de manera fraudulenta del Gobierno de la Ciudad, que se formalizaba a partir de la materialización de donaciones en favor de la Fundación Pensar Argentina, que también presidía Mateo Goretti". En 2019 luego de una extensa investigación el juez federal resolvió: "Teniendo en cuenta lo manifestado precedentemente y ante la inexistencia de los delitos por los que se impulsó la acción, corresponde sobreseer a los imputados en los términos del artículo 336, inciso 2° del Código Procesal Penal de la Nación", siendo avalada la resolución por el fiscal federal, quedando firme la sentencia en forma definitiva y archivándose el expediente.  

## Desarrollo
En 2014 la Procuraduría de Criminalidad Económica y Lavado de Activos (Procelac) denunció a Matteo Goretti, al ministro de Cultura Hernán Lombardi por desvío de fondos públicos porteños que supuestamente habrían terminado en la Fundación Pensar. En 2015 imputaron a Lombardi y al presidente de la Fundación Pensar Matteo Goretti por lavado de activos. Para la fiscal, Goretti "obtuvo recursos del gobierno de la ciudad por al menos $ 1.302.153 para beneficiar ilícitamente a la Fundación Pensar, valiéndose de la e invocando fraudulentamente el Régimen de Promoción Cultural". Se encontraba imputado Hernán Lombardi por lavado de dinero a partir de la materialización de donaciones en favor de la Fundación “Pensar Argentina”.
De acuerdo a lo señalado por la fiscal federal en su requerimiento de instrucción,“valiéndose de la Fundación CEPPA e invocando fraudulentamente el Régimen de Promoción Cultural de la CABA - reunió recursos del GCABA por intermedio de actos administrativos dictados por Hernán Lombardi en su rol de ministro de Cultura del Gobierno capitalino”.
Una vez que dichos fondos resultaban sustraídos de la esfera del GCABA y percibidos por la Fundación CEPPA, “no se dirigían al destino para el que fueran suministrados -esto es la promoción de actividades culturales”, explicó la representante del MPF. “Por el contrario, se desviaban para finalmente ser reingresados al circuito lícito a fin de financiar a la Fundación ‘Pensar Argentina’, integrada por el Ministro Hernán Lombardi y presidida por Mateo Goretti. finalmente la titular de la Fiscalía Nacional en lo Criminal y Correccional Federal N°10, Paloma Ochoa, imputó al presidente de la fundación “Pensar Argentina”, Matteo Goretti Comolli y al ministro de Cultura del Gobierno de la Ciudad de Buenos Aires, Hernán Lombardi.
Según la apreciación inicial de la fiscal:
A través de expedientes administrativos específicos (del ministerio de Cultura porteño) se habrían asignado partidas presupuestarias a una entidad privada (CEPPA). No se conoce en cambio y a modo de ejemplo: (1) por qué el ente beneficiario de una promoción pública transfirió los fondos recibidos a otra y si estaba autorizado a hacerlo la entrega fue con un cargo específico y por tanto era de cumplimiento intransferible, (2) en qué fueron usados específicamente esos fondos públicos redistribuidos sin autorización del ministerio que los proveyó y en definitiva si ese dinero se usó para el financiamiento de un partido político", afirmó el fiscal en aquel momento.
"no está bajo análisis el régimen de mecenazgo local, sí lo está su uso como pantalla para el desvío de fondos públicos para atender gastos o pagos que están contemplados en sus objetivos: estarían presentes el engaño, la disposición y el perjuicio típicos de la defraudación si los extremos contemplados por el Ministerio Público llegan a acreditarse".
En 2019 el juez a cargo de la causa, con el aval del fiscal, resolvió: "Lo expuesto anteriormente, me permite concluir que no existe en la investigación ningún elemento probatorio que permita sostener que la Fundación CEPPA haya financiado de manera ilícita a la Fundación Pensar Argentina con los fondos que fueron otorgados para la ejecución de los Proyectos 219/RPC/2009, 702/RPC/2010, 1179/RPC/2011 y 1753/RPC/2011...Teniendo en cuenta lo manifestado precedentemente y ante la inexistencia de los delitos por los que se impulsó la acción, corresponde sobreseer a los imputados en los términos del artículo 336, inciso 2° del Código Procesal Penal de la Nación".
En 2018 en el marco de otra causa Escándalo de aportantes electorales de Argentina de 2018 el juez Kreplak investiga la utilización de la usina macrista para proveer datos de falsos donantes a la campaña de Cambiemos. La declaración de una de las víctimas cuya identidad fue utilizada por Cambiemos para camuflar aportes electorales de origen desconocido, llevó a la investigar la sede de La Plata de esa fundación podría haber funcionado como proveedora de datos de personas que luego aparecieron como donantes a la campaña electoral.